# Night Ranger
Night Ranger is een Amerikaanse hardrock- en AOR-band die in 1981 in San Francisco werd geformeerd. De band is vooral bekend om hun ballad Sister Christian. Tot op heden heeft Night Ranger wereldwijd meer dan 16 miljoen albums verkocht.

## Bezetting
Huidige bezetting
- Jack Blades (zang, basgitaar, tot 1989, sinds 1996)
- Brad Gillis (e-gitaar)
- Keri Kelli (e-gitaar, sinds 2014)
- Kelly Keagy (drums)
- Eric Levy (keyboards, sinds 2011)

Voormalige leden
- Gary Moon (zang, basgitaar, 1991–1996)
- Jeff Watson (gitaar, 1982–1991, 1996–2007)
- Reb Beach (gitaar, 2007–2008)
- David Zajicek (gitaar, keyboards, 1993–1996)
- Joel Hoekstra (gitaar, 2008–2014)

- Alan Fitzgerald (keyboards, 1982–1988, 1996–2003)
- Jesse Bradman (keyboards, 1988–1989)
- Michael Lardie (keyboards, 2003–2007)
- Christian Cullen (keyboards, 2007–2011)

## Geschiedenis
Jack Blades, Kelly Keagy en Brad Gillis waren tot 1979 lid van de popband Rubicon, die gevestigd was in San Francisco. Na het uiteenvallen richtten ze de hardrockband Stereo op. Later trad toetsenist Alan Fitzgerald toe, die eerder als bassist had gespeeld met Sammy Hagar en Ronnie Montrose in zijn band Montrose. Hij adviseerde de gitarist Jeff Watson, die zijn eigen band verliet om te spelen voor de nieuw opgerichte band Ranger, die melodieuze hardrock speelde. De naam van de band moest in 1982 worden veranderd in Night Ranger op instigatie van een gelijknamige countryband. In 1982 nam de band het album Dawn Patrol op voor Boardwalk Records, wat hun eerste kleine succes opleverde. Het album haalde de top 40 van de Amerikaanse hitlijsten, net als de single Don't Tell Me You Love Me, waarvoor een video werd gemaakt die enorm populair was op MTV. Night Ranger werd geboekt als openingsact voor ZZ Top, Judas Priest en Ozzy Osbourne. Deze laatste huurde tijdelijk de Night Ranger-gitarist Brad Gillis in zijn band in.
In 1983 nam Night Ranger hun tweede album Midnight Madness op, dit keer voor MCA Records, dat de top 20 van de Amerikaanse hitlijsten bereikte, en de single Sister Christian zelfs de top 5. In hun muziek probeerde de band een symbiose tussen hardrockmuziek en ballade-achtige hymnes te betrekken. Het imago van de band kwam ook voort uit deze spagaat. Terwijl Blades, afgebeeld als een diepgaande, romantische knappe jongen, vooral bedoeld was om de vrouwenwereld te betoveren, werden de beelden van de andere bandleden vooral overgebracht door mannelijke expressiviteit, met een bijbehorende doelgroeporiëntatie. Met dit concept was de band in de beginperiode van MTV behoorlijk succesvol. Het album Midnight Madness bevat ook het nummer (You Can Still) Rock In America, waarmee Night Ranger sindsdien traditioneel concerten heeft beëindigd, evenals de top 40-single When You Close Your Eyes. Het album is meermaals bekroond met platina.
In 1985 nam Night Ranger hun derde album 7 Wishes op. Hoewel de grote hits ontbraken, had de band zich zo ver gevestigd dat het album de top 10 van de Amerikaanse hitlijsten bereikte. De single Sentimental Street haalde ook de top 10, de tweede single Goodbye haalde nog steeds de top 40. Dit jaar ging Night Ranger voor het eerst op tournee als hoofdband. Het podiumconcept draaide om een Noord-Amerikaanse B-25-bommenwerper, die ook op de albumhoes stond. In 1986 componeerde Night Ranger enkele nummers als soundtrack voor tienerfilms zoals Pretty in Pink met het tieneridool Molly Ringwald uit de jaren 1980 en Out of Bounds.
In 1987 bracht Night Ranger hun vierde album Big Life uit. Dit omvatte onder meer het titelnummer van de film The Secrets of My Success) met Michael J. Fox, die ook als single werd uitgebracht. De single kon zich niet staande houden in de hitlijsten. Verdere singles uit het album flopten ook. De stijl van de band was geëvolueerd naar genuanceerde composities en had zich verwijderd van het hardrockcircuit. Bovendien was er een begin van onenigheid met de platenmaatschappij MCA records, die Night Ranger naar meer ballad-achtige, zachtere nummers duwde, terwijl de band liever terugging naar oude vormen. De single Hearts Away was favoriet bij het platenlabel en werd uitgebracht tegen de wil van de band, die liever een harder stuk had gekozen. Daarnaast was er het feit dat rockbands die met conventionele concepten als Night Ranger werkten steeds meer werden vervangen door glam metalbands als Poison en Mötley Crüe.
Het in 1988 uitgebrachte album Man in Motion beloofde met zijn rockgeluid een terugkeer naar de oude tijd. Niettemin kon geen van de singles - opnieuw meer ballad-achtig - voldoende aandacht trekken om een effectieve advertentie voor het album te zijn. Zo werd Man in Motion tot nu toe het minst verkochte Night Ranger-album. Tijdens het opnemen van het album verliet toetsenist Alan Fitzgerald de band, zodat er een tijdelijke toetsenist moest worden geboekt voor de slecht bezochte concerttournee. Fitzgerald sloot zich aan bij Robert Berry's band Alliance, die ook voormalige Boston- en Sammy Hagar-muzikanten omvat. Blades verliet de band om samen met Tommy Shaw (Styx) en Ted Nugent de redelijk succesvolle band Damn Yankees te vormen.
In 1989, na het vertrek van Blade, bestond Night Rangers officieel niet meer. De platenmaatschappij bracht daarom een Greatest Hits-album uit en het jaar daarop het album Live In Japan. Desalniettemin probeerden Kelly Keagy en Brad Gillis samen met de nieuw gecontracteerde Gary Moon de band voort te zetten als trio, terwijl de andere bandleden hun verschillende projecten voortzetten.
In 1996 werd het nauwelijks opgemerkte album Feeding Off The Mojo uitgebracht, dat niet in officiële Night Ranger-discografieën staat. De helft van de nummers erop werd gezongen door Gary Moon. In hetzelfde jaar kwamen de oorspronkelijke leden - behalve toetsenist Alan Fitzgerald - samen voor een reünie. Het doel van de reünie was een grootschalige rondreis door Japan en de Verenigde Staten. De geweldige respons was aanleiding voor de band om in 1997 nog een album op te nemen, dit keer voor Sony Records. Neverland kon niet voortbouwen op eerdere successen, maar aangezien het tijdperk van hardrock sowieso voorbij leek te gaan, werd de band niet ontmoedigd door de bescheiden verkopen zoals in 1988/1989. Night Ranger kende toen een opleving toen zijn grootste hit Sister Christian nieuwe bekendheid kreeg door zijn verschijning in de soundtrack van de drievoudig Oscar-genomineerde film Boogie Nights. Daarom brachten ze in 1998 het album Seven uit, hoewel de titel Eight had moeten zijn, gezien de onofficiële Feeding Off The Mojo. Het album is uitgegeven door BMG. Tussendoor kwam er nog de cd Rock in Japan '97 uit met concertopnames en het Best Of-album Rock Masterpiece Collection.
Onder impuls van het onverwachte succes van de Night Rangers-concertreizen bracht MCA Records in 2000 opnieuw een Best Of-compilatie uit met digitaal bewerkte nummers uit het eerdere tijdperk: Millennium Collection: The Best Of Night Ranger en vervolgens in 2004 een dvd met vijf van de beroemdste videoclips van de band. In 2004 trad Michael Lardie toe als toerende toetsenist. In 2011 verscheen de cd Somewhere in California met de single Growin' up in California. Dit jaar speelde de band ook live in Europa op Rock-the-Nation concerten met Journey, Foreigner en Kansas. In 2014 bracht de band het album High Road uit en begon aan een volgende tournee. Op 30 mei 2014 deed gitarist Joel Hoekstra auditie bij Whitesnake om te solliciteren naar de functie van tweede gitarist in de band, die vacant was geworden na het vertrek van Doug Aldrich. Zijn verhuizing naar Whitesnake werd aangekondigd op 21 augustus 2014. De band speelt momenteel met Keri Kelli totdat er een nieuw permanent lid wordt gevonden.

## Discografie

### Singles
- 1983:	Don't Tell Me You Love Me
- 1983: Sing Me Away
- 1983: (You Can Still) Rock in America
- 1984:	Sister Christian
- 1984: When You Close Your Eyes
- 1985:	Sentimental Street
- 1985: Four in the Morning (I Can't Take Anymore)
- 1985: Goodbye
- 1987:	The Secret of My Success
- 1987: Hearts Away
- 1988:	I Did It for Love

### Albums
- 1982:	Dawn Patrol
- 1983:	Midnight Madness
- 1985:	7 Wishes
- 1987:	Big Life
- 1988:	Man in Motion
- 1989: Greatest Hits
- 1990: Live in Japan
- 1995: Feeding off the Mojo
- 1997: Rock in Japan
- 1997: Neverland
- 1998: Seven
- 1998: Rock Masterpiece Collection
- 1998: Keep Rockin': Best Selection 97–98
- 2000: The Millennium Collection
- 2005: Hits, Acoustic & Rarities
- 2006: The Best of: Live
- 2007: Night Ranger Live
- 2007: Hole in the Sun
- 2007: Extended Versions
- 2008: Rockin' Shibuya 2007
- 2011:	Somewhere in California
- 2012: 24 Strings & a Drummer
- 2014:	High Road
- 2017:	Don't Let Up